# Ronde van Italië 2021/Tweede etappe
De tweede etappe van de Ronde van Italië 2021 werd verreden op 9 mei van Stupinigi naar Novara. Het betrof een vlakke etappe over 179 kilometer. Voor aanvang van de start werd door het peloton een minuut stilte in acht genomen ter nagedachtenis aan de Belg Wouter Weylandt, die precies tien jaar geleden overleed tijdens de 3e etappe van de Giro dat jaar.
In de sprint passeerde de Belg Tim Merlier als eerste de streep voor Giacomo Nizzolo en Elia Viviani. Het was de eerste etappe zege voor Alpecin-Fenix bij hun debuut in een van de Grote Rondes.

## Uitslagen
| Stupinigi – Novara (179,0 km) |                   |                        |          |
| Plaats                        | Naam              | Ploeg                  | Tijd     |
| 1                             | Tim Merlier       | Alpecin-Fenix          | 4u21'09" |
| 2                             | Giacomo Nizzolo   | Team Qhubeka-ASSOS     | z.t.     |
| 3                             | Elia Viviani      | Cofidis                | z.t.     |
| 4                             | Dylan Groenewegen | Team Jumbo-Visma       | z.t.     |
| 5                             | Peter Sagan       | BORA-hansgrohe         | z.t.     |
| 6                             | Matteo Moschetti  | Trek-Segafredo         | z.t.     |
| 7                             | Filippo Fiorelli  | Bardiani-CSF-Faizanè   | z.t.     |
| 8                             | Lawrence Naesen   | AG2R-Citroën           | z.t.     |
| 9                             | Davide Cimolai    | Israel Start-Up Nation | z.t.     |
| 10                            | Caleb Ewan        | Lotto Soudal           | z.t.     |

| Algemeen klassement |                  |                        |          |
| Plaats              | Naam             | Ploeg                  | Tijd     |
| Roze trui           | Filippo Ganna    | INEOS Grenadiers       | 4u29'53" |
| 2                   | Edoardo Affini   | Team Jumbo-Visma       | + 13"    |
| 3                   | Tobias Foss      | Team Jumbo-Visma       | + 16"    |
| 4                   | Remco Evenepoel  | Deceuninck–Quick-Step  | + 20"    |
| 5                   | João Almeida     | Deceuninck–Quick-Step  | z.t.     |
| 6                   | Rémi Cavagna     | Deceuninck–Quick-Step  | + 21"    |
| 7                   | Jos van Emden    | Team Jumbo-Visma       | z.t.     |
| 8                   | Max Walscheid    | Team Qhubeka-ASSOS     | + 22"    |
| 9                   | Matthias Brändle | Israel Start-Up Nation | + 25"    |
| 10                  | Gianni Moscon    | INEOS Grenadiers       | + 26"    |

## Opgaven
- Krists Neilands (Israel Start-Up Nation): niet gestart vanwege een gebroken rechtersleutelbeen opgelopen tijdens de rit richting het hotel na de eerste etappe.[2]

1e etappe ·
2e etappe ·
3e etappe ·
4e etappe ·
5e etappe ·
6e etappe ·
7e etappe ·
8e etappe ·
9e etappe ·
10e etappe ·
11e etappe ·
12e etappe ·
13e etappe ·
14e etappe ·
15e etappe ·
16e etappe ·
17e etappe ·
18e etappe ·
19e etappe ·
20e etappe ·
21e etappe
Startlijst · Eindstanden · Afbeeldingen